# Anke Hassel

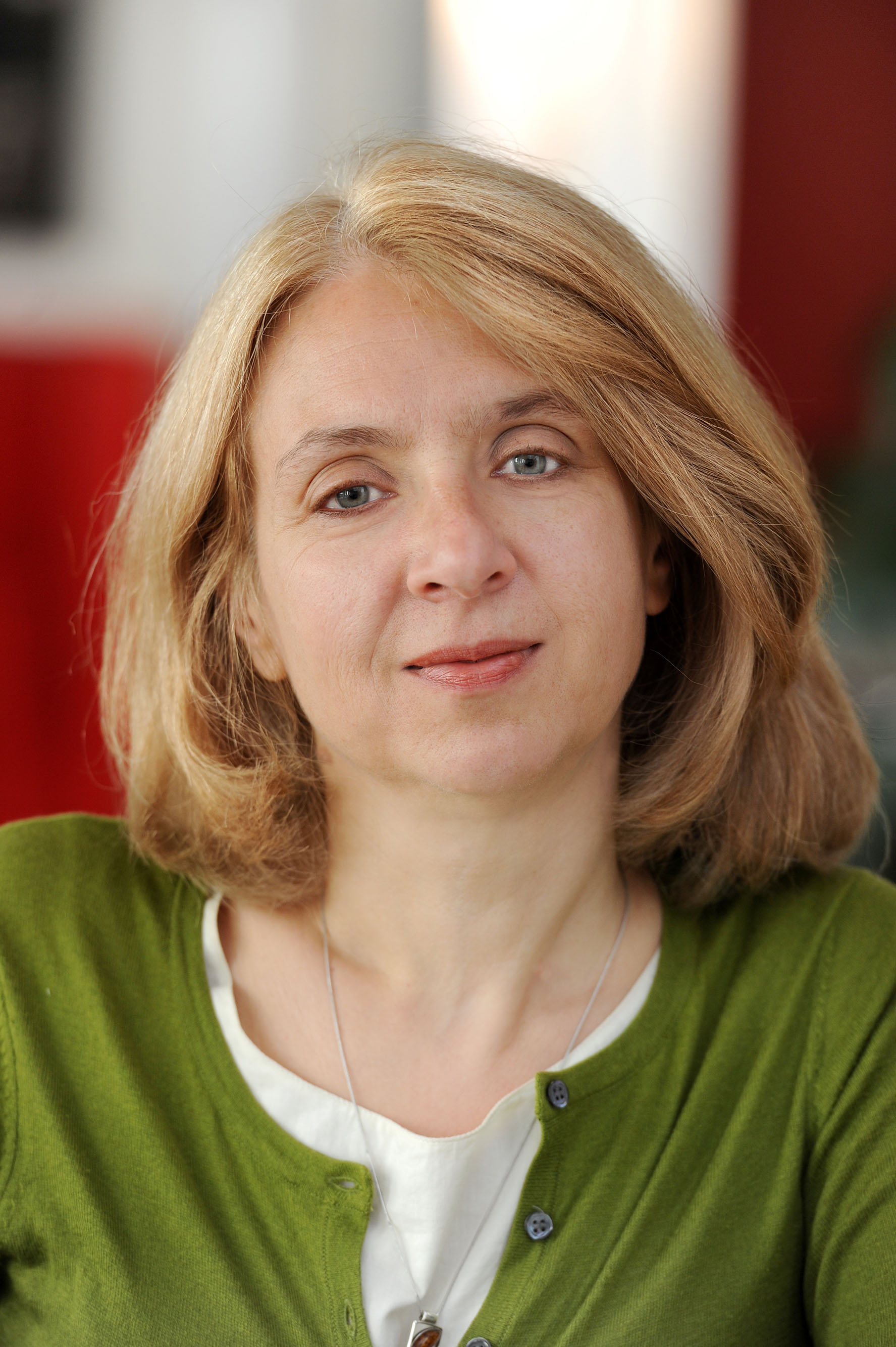
Anke Hassel

Anke Hassel (* 24. April 1965 in Altenkirchen, Westerwald) ist eine deutsche Soziologin und Professorin für Public Policy an der Hertie School of Governance.

## Berufliches und Forschung
Hassel studierte Politik- und Wirtschaftswissenschaften, sowie Rechtswissenschaften an der Universität Bonn und der London School of Economics, wo sie später Visiting Fellow wurde. Hassel promovierte bei dem Industriesoziologen Walther Müller-Jentsch und forschte ab 1997 am Max-Planck-Institut für Gesellschaftsforschung in Köln.
Habilitiert wurde Anke Hassel 2003 an der Ruhr-Universität Bochum. In den Jahren 2003 bis 2004 war sie – im Zuge eines Austausches zwischen Wissenschaft und Politik – im Planungsstab des Bundesministeriums für Wirtschaft und Arbeit (BMWA) tätig. Danach erhielt sie einen Ruf als Professorin für Soziologie an die Jacobs University Bremen und im August 2005 auf den Lehrstuhl für Public Policy an der Hertie School of Governance.
Im September 2016 übernahm Hassel die Leitung des Wirtschafts- und seit Sozialwissenschaftlichen Instituts (WSI) der Hans-Böckler-Stiftung. Dafür ließ sie ihre Lehrtätigkeit an der Hertie School ruhen. Ihre Forschung, z. B. das dreijährige BMBF-Projekt „STARS“ zu den Ursachen und Konsequenzen der globalen Finanzkrise, setzte Anke Hassel jedoch ebenso fort wie die Betreuung von Doktoranden. 2019 kehrte sie vorzeitig auf ihre Professur an der Hertie School zurück.

## Mitgliedschaften
Hassel leitet seit 2015 die 20-köpfige europäisch besetzte Expertengruppe „Workers Voice“, die gute Unternehmensführung und Mitbestimmung in transnationalen Unternehmen untersucht. Außerdem ist sie Mitglied der Expertenkommission „Arbeit der Zukunft“. Seit 2022 ist sie Vorsitzende des wissenschaftlichen Beirats der Denkfabrik Das Progressive Zentrum. Hassel schrieb regelmäßig als Kolumnistin im Debattenmagazin „Berliner Republik“.

## Ausgewählte aktuelle Schriften
- Bettina Wagner und Anke Hassel: Move to Work, Move to Stay? Mapping Atypical Labour Migration into Germany. In: Jon Erik Dolvik und Line Eldring (Hrsg.): Labour Mobility in the Enlarged Single European Market. Comparative Social Research. Vol. 32, 2016.
- Anke Hassel: Le modèle allemand en transition. Revue française des affaires sociales 2016/1 (Nr. 5), S. 141–161.
- Anke Hassel und Nicole Helmerich: Institutionalizing Self-regulatory Labour Standards. In: Yossi Dahan, Hanna Lerner, Faina Milman-Sivan (Hrsg.): Global Justice and International Labour Rights. Cambridge University Press, 2016.
- Bettina Wagner und Anke Hassel: Posting. subcontracting and low-wage employment in the German meat industry. In: Transfer Special Issue on "Labour mobility in the EU: between economic freedom and labour standards" No. 2/2016.
- Anke Hassel, Jette Steen Knudsen und Bettina Wagner: Winning the Battle or Losing the War: The Impact of European Integration on Labour Market Institutions in Germany and Denmark. Journal of European Public Policy, 2016.
- Anke Hassel: This election has forced a generational shift in German politics. In: The Guardian. 30. September 2021, ISSN 0261-3077 (englisch, theguardian.com [abgerufen am 30. September 2021]).